# 7 Flores
7 Flores (Chino 7 朵花 pinyin  qī duǒ huā,en inglés: ７Flowers) es un grupo musical femenino de Taiwán de la compañía Jungiery, parte de J-Star.

## Miembros
- Joyce, Zhao Hong Qiao (赵虹乔)
- Chen Qiao En (陈乔恩)
- Doris, Lai Wei Ru (赖薇如)
- Jade, Qu Min Jie (清屈旻)
- Zai Zai, Zhou Li Cen (周靂岑)

## Historia
El nombre de 7 Flores fue elegido porque, en un principio, había siete mujeres en el grupo. Sin embargo, debido a razones personales y problemas de contrato, algunas de las integrantes dejaron el grupo, quedando sólo cuatro componentes.
El grupo debutó en 2004 con seis miembros y una más en prueba. La primera aparición de las 7 Flores tuvo lugar en Top On The Forbidden City OST. En 2005, Joe Chen Qiao En y Joyce Zhao Hong Qiao protagonizaron el drama The Prince Who Turns Into a Frog, con los miembros del Club 183. Las niñas han contribuido a la banda sonora de The Magicians of Love OST (Los magos del amor). El grupo se hizo famoso gracias a The Prince Who Turns Into a Frog. Posteriormente, Joyce Zhao Hong Qiao desempeñó el papel de Rita en el popular drama de televisión Smiling Pasta

## OST
- Top On The Forbidden City Original TV Drama Soundtrack (2004)
- The Prince Who Turns Into a Frog Original TV Soundtrack (2005)
- The Magicians Of Love Original TV Soundtrack (2006)